# حوزه انتخابیه هشتم میزوری
حوزه انتخابیه هشتم میزوری یک حوزه انتخابیه مجلس نمایندگان آمریکا است که در ایالت میزوری قرار دارد.